# Чорнухинська селищна рада (Попаснянський район)
Чорнухинська селищна рада — орган місцевого самоврядування у Попаснянському районі Луганської області. Адміністративний центр — селище міського типу Чорнухине.

## Загальні відомості
- Історична дата утворення: в 1918 році.
- Територія ради: 7,49 км²
- Населення: 7973 особи (станом на 2001 рік)
- Територією ради протікають річки Кальміус, Чорнуха.

## Історія
7 жовтня 2014 року Верховна Рада України змінила межі Перевальського і Попаснянського районів Луганської області, збільшивши територію Попаснянського району у тому числі за рахунок передачі 8430,00 гектарів земель, що знаходяться у віданні Чорнухинської селищної ради Перевальського району (в тому числі території селища міського типу Чорнухине, селища Круглик, селища Міус).

## Населені пункти
Селищній раді підпорядковані населені пункти:
- смт Чорнухине
- с-ще Круглик
- с-ще Міус

## Склад ради
Рада складається з 30 депутатів та голови.
- Голова ради: Лацик Валерій Ігорович
- Секретар ради: Леонцева Олена Володимирівна

### Керівний склад попередніх скликань
| ПІБ                    | Основні відомості                                                | Дата обрання | Дата звільнення |
| ---------------------- | ---------------------------------------------------------------- | ------------ | --------------- |
| Лацик Валерій Ігорович | Селищний голова, 1968 року народження, освіта вища, безпартійний | 26.03.2006   | 31.10.2010      |
| Лацик Валерій Ігорович | Селищний голова, 1968 року народження, освіта вища, безпартійний | 31.10.2010   |                 |

Примітка: таблиця складена за даними джерела

### Депутати
За результатами місцевих виборів 2010 року депутатами ради стали:

#### За суб'єктами висування
| Суб'єкт висування                 | Кількість обраних депутатів | %    |
| --------------------------------- | --------------------------- | ---- |
| Партія регіонів                   | 15                          | 50   |
| Комуністична партія України       | 8                           | 26,7 |
| Самовисування                     | 6                           | 20   |
| Політична партія «Сильна Україна» | 1                           | 3,3  |

#### За округами
| № округу                          | Прізвище, ім'я, по батькові            | Дата визнання обраним | Освіта         | Партійна приналежність                  | Відомості про обраного депутата               |
| --------------------------------- | -------------------------------------- | --------------------- | -------------- | --------------------------------------- | --------------------------------------------- |
| Комуністична партія України       |                                        |                       |                |                                         |                                               |
| 1                                 | Кульчановський Олександр Володимирович | 03.11.2010            | Освіта вища    | позапартійний                           | пенсіонер                                     |
| 2                                 | Афонін Василь Петрович                 | 03.11.2010            | Освіта середня | член Комуністичної партії України       | підприємець                                   |
| 5                                 | Шилова Людмила Володимирівна           | 03.11.2010            | Освіта середня | позапартійна                            | пенсіонер                                     |
| 7                                 | Мєшков Микола Миколайович              | 03.11.2010            | Освіта середня | член Комуністичної партії України       | пенсіонер                                     |
| 10                                | Курочкіна Галина Миколаївна            | 03.11.2010            | Освіта середня | позапартійна                            | пенсіонер                                     |
| 11                                | Архіпов Віталій Омельянович            | 03.11.2010            | Освіта середня | член Комуністичної партії України       | пенсіонер                                     |
| 15                                | Голуб Лідія Миколаївна                 | 03.11.2010            | Освіта середня | член Комуністичної партії України       | пенсіонер                                     |
| 24                                | Кулішова Віра Йосипівна                | 03.11.2010            | Освіта середня | позапартійна                            | пенсіонер                                     |
| Партія регіонів                   |                                        |                       |                |                                         |                                               |
| 3                                 | Короткіх Світлана Владиславівна        | 03.11.2010            | Освіта вища    | член Партії регіонів                    | Чорнухинський ринок                           |
| 4                                 | Горишняк Ольга Миколаївна              | 03.11.2010            | Освіта середня | член Партії регіонів                    | Дитячий садок, завідувачка                    |
| 6                                 | Мортинюк Тетяна Іванівна               | 03.11.2010            | Освіта середня | член Партії регіонів                    | Чорнухинська бібліотека, завідувачка          |
| 8                                 | Рассолова Валентина Володимирівна      | 03.11.2010            | Освіта середня | член Партії регіонів                    | пенсіонер                                     |
| 12                                | Сенченко Валентина Анатоліївна         | 03.11.2010            | Освіта середня | член Партії регіонів                    | ДВАТ «Шахта Вергульовська», оператор прогнозу |
| 14                                | Лутова Нона Миколаївна                 | 03.11.2010            | Освіта середня | член Партії регіонів                    | Дитячий садок, вихователь                     |
| 16                                | Бородінов Володимир Іванович           | 03.11.2010            | Освіта середня | член Партії регіонів                    | тимчасово не працює                           |
| 17                                | Кобернік Алевтина Володимирівна        | 03.11.2010            | Освіта вища    | член Партії регіонів                    | загальноосвітня школа № 22, вчитель           |
| 19                                | Мірошниченко Тамара Саітівна           | 03.11.2010            | Освіта вища    | член Партії регіонів                    | загальноосвітня школа № 22, директор          |
| 21                                | Деордєва Інна Анатоліївна              | 03.11.2010            | Освіта вища    | член Партії регіонів                    | ЧВК № 23, головний бухгалтер                  |
| 22                                | Марінка Юрій Іосифович                 | 03.11.2010            | Освіта середня | член Партії регіонів                    | тимчасово не працює                           |
| 25                                | Молочек Олена Анатоліївна              | 03.11.2010            | Освіта середня | член Партії регіонів                    | Чорнухинська лікарня, старша медична сестра   |
| 26                                | Юрків Сергій Геннадійович              | 03.11.2010            | Освіта вища    | член Партії регіонів                    | Чорнухинська лікарня, головний лікар          |
| 28                                | Іваськів Людмила Іванівна              | 03.11.2010            | Освіта середня | член Партії регіонів                    | тимчасово не працює                           |
| 29                                | Моісєєв Іван Володимирович             | 03.11.2010            | Освіта середня | член Партії регіонів                    | приватний підприємець                         |
| Політична партія «Сильна Україна» |                                        |                       |                |                                         |                                               |
| 9                                 | Афонін Глеб Валентинович               | 03.11.2010            | Освіта вища    | член Політичної партії «Сильна Україна» | ВП ЦЗФ «Комендантська»                        |
| Самовисування                     |                                        |                       |                |                                         |                                               |
| 13                                | Воробйов Андрій Вікторович             | 03.11.2010            | Освіта вища    | позапартійний                           | Чорнухинська селищна рада, землевпорядник     |
| 18                                | Трофімчук Олександр Федосійович        | 03.11.2010            | Освіта середня | позапартійний                           |                                               |
| 20                                | Куваріна Валентина Тихонівна           | 03.11.2010            | Освіта середня | член Партії регіонів                    |                                               |
| 23                                | Леонцева Олена Володимирівна           | 03.11.2010            | Освіта вища    | позапартійна                            | Чорнухинська селищна рада, секретар           |
| 27                                | Саннікова Валентина Іванівна           | 03.11.2010            | Освіта середня | позапартійна                            | Чорнухинська селищна рада, інспектор          |
| 30                                | Нерозя Наталя Леонідівна               | 03.11.2010            | Освіта середня | позапартійна                            | тимчасово не працює                           |